# 菲爾德斯海峽

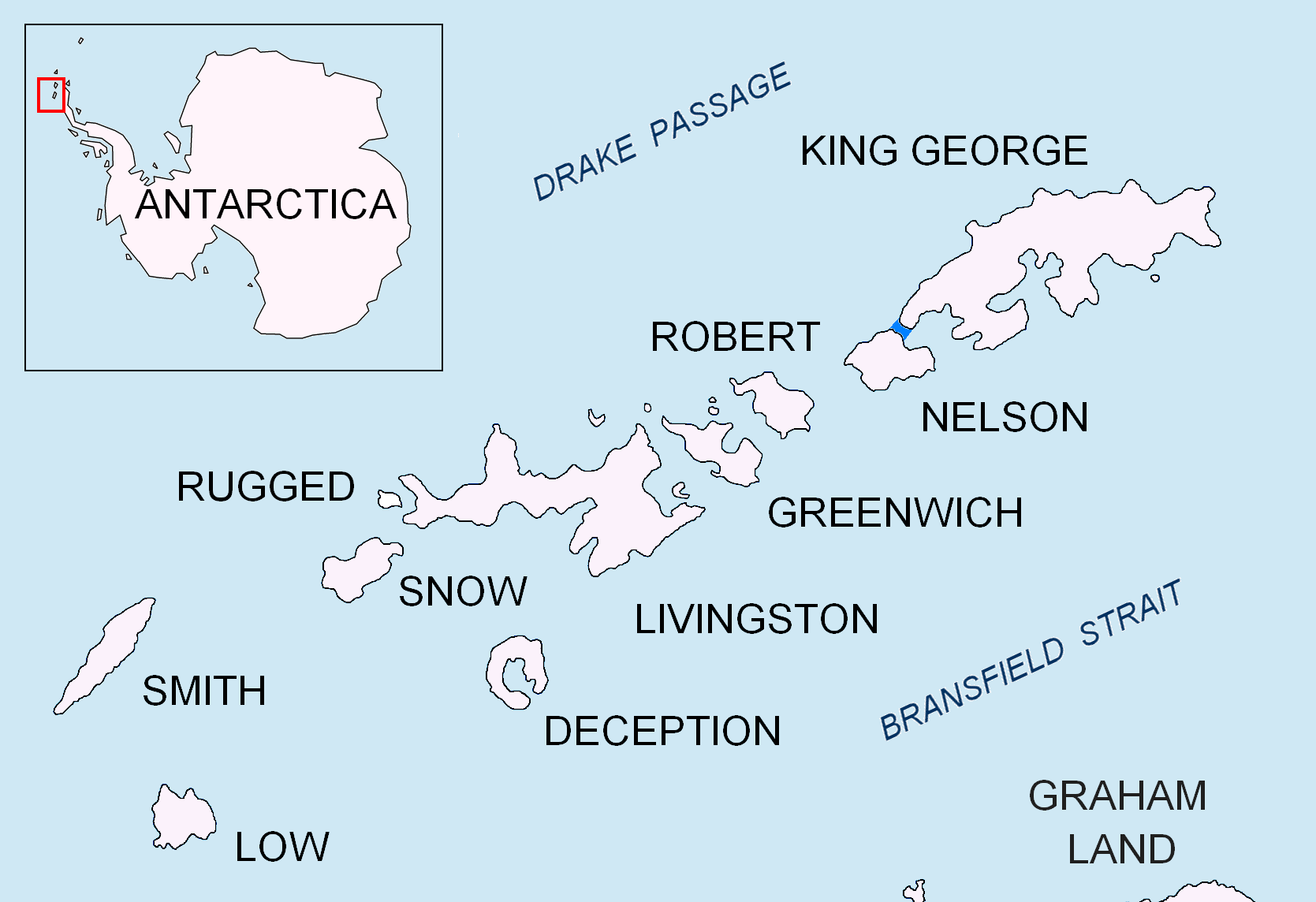

菲爾德斯海峽（英語：Fildes Strait）是南極洲的海峽，位於南設得蘭群島，處於喬治王島和納爾遜島之間，捕海豹者早在約1822年知道該海灣，以英國捕海豹者命名。
62°14′S 59°0′W / 62.233°S 59.000°W